# Acoela
Die Acoela (von griechisch κοῖλος koilos „hohl“ mit der Vorsilbe, ἀ(v)- a-, „ohne“) sind eine Gruppe kleiner, abgeplattet wurmartiger Organismen. Sie zählen zu den Bilateria, den vielzelligen Tieren mit bilateral (beidseitig) symmetrischem Körper und einfachem Körperbau. Lange Zeit wurde vermutet, die Acoela wären die einfachsten heute noch lebenden Bilateria und könnten als Modellorganismus für die Entstehung dieser Gruppe dienen. Später wurde erkannt, dass sie mit anderen „wurmartigen“ Organismen zum Tierstamm der Xenacoelomorpha gehören. Die Acoela umfassen etwa 400 Arten, die vorwiegend die Meeresböden bewohnen.

## Körperbau
Acoela sind meist abgeplattete, zweiseitig symmetrische Tiere mit einer Körperlänge von wenigen Millimetern. Die meisten Arten sind durchsichtig oder milchig durchscheinend, einige sind aber durch Pigmente, durch Rhabdoide genannte, aus Drüsensekreten gebildete Körperchen oder durch endosymbiontische einzellige Algen kräftig gefärbt. Acoela sind je nach ihrer Lebensweise unterschiedlich geformt, von breiten und flachen, auf Hartsubstraten wie Steinen umherkriechenden bis zu langgestreckt wurmförmigen, im Sand grabenden Arten.
Der Name Acoela ist abgeleitet davon, dass die Tiere kein Darmlumen besitzen. Der gesamte Darm ist lückenlos angefüllt mit Zellen, die einen ungeteilten Zellverband (ein Syncytium) bilden. Auch der Raum zwischen dem Darm und der Körperwand ist von parenchymatischem Gewebe ausgefüllt, eine als Hydroskelett wirksame Leibeshöhle (ein Coelom) ist nicht vorhanden. Die Zellen der einschichtigen Epidermis tragen auf der Außenseite zahlreiche Wimpern (Zilien), mit denen die Tiere über die Oberfläche gleiten. In die Körperwand sind zahlreiche einzellige Schleimdrüsen eingelagert. Unter der Epidermis liegt ein Muskelschlauch mit zahlreichen Längs-, Quer- und Diagonalmuskeln, die die Bewegung unterstützen und dem Tier Formänderungen ermöglichen. Charakteristisch für die Gruppe ist ein Schweresinnesorgan (eine Statozyste) nahe dem Vorderende, sie besteht aus einer mit Sinneszellen ausgekleideten Kapsel, in die ein Statolith eingelagert ist. Einige Arten besitzen einfache, paarige Augenflecken, bei vielen anderen wird ein unspezifischer Hautlichtsinn ohne besondere Sinnesorgane angenommen. Zahlreiche Regionen der Körperoberfläche tragen einzeln sitzende Sinneszellen mit im Detail unbekannter Funktion. Das Nervensystem besteht aus drei bis fünf Paaren von Nervenzellsträngen, die den Körper in Längsrichtung durchziehen, und einem einfachen Gehirn am Vorderende; dieses kann ringförmig, zylindrisch oder zweilappig geformt sein. Der Mund der Tiere liegt meist in der Mitte der Bauchseite (wie bei den Strudelwürmern), seine Lage ist aber zwischen den verschiedenen Arten hoch variabel, er kann überall zwischen dem Vorder- und dem Hinterende liegen. Einige Arten besitzen einen mit Muskeln versehenen Schlund (Pharynx). Der Darm ist, wie oben beschrieben, von Zellgewebe ausgefüllt und besitzt kein Epithelium und keine Drüsen. Ein After und Ausscheidungsorgane irgendwelcher Art wurden nicht nachgewiesen.
Acoela sind simultane Zwitter mit männlichen und weiblichen Keimzellen. Die Position der männlichen (Testes) und der weiblichen (Ovarien) Keimdrüsen ist variabel; diese sind in der Regel einzeln in andere Gewebe eingelagert und nicht zu besonderen Organen zusammengeschlossen. Die entwickelnden Spermien werden in Kanälen gesammelt und dem Begattungsorgan zugeleitet. Diese kann komplizierte Form mit spezialisierten Drüsen, Muskeln und sklerotisierten Hartteilen besitzen, bei einigen Arten ist aber nur eine einfache Gonopore vorhanden. Die weiblichen Organe sind taschenartig eingesenkt (Bursa mit Samenbehältern) oder ebenfalls einfach. Spermien werden aber nie ins freie Wasser abgegeben, die Befruchtung erfolgt nach einer Kopulation immer intern. Viele Arten können sich alternativ auch asexuell, durch Querteilung mit (Paratomie) oder ohne (Architomie) vorangehende Differenzierung der Organe, oder durch Sprossung fortpflanzen. Die meisten Arten besitzen auch nach Verletzungen hohes Regenerationsvermögen.

## Lebensweise

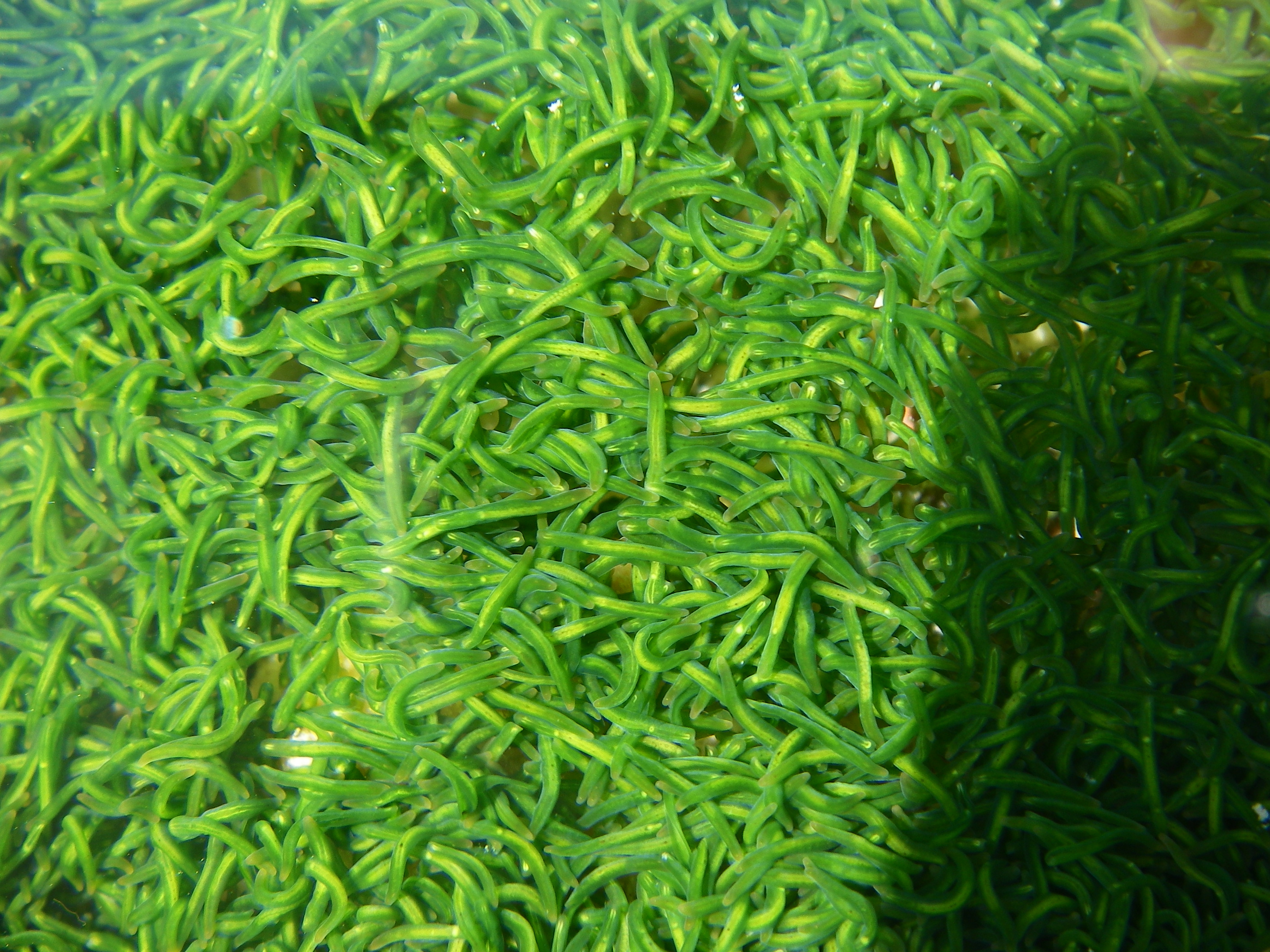
Symsagittifera roscoffensis mit endosymbiontischen Algen

Die meisten Arten der Acoela sind räuberische, frei lebende Bodenbewohner im Meer. Aus dem Süßwasser sind nur zwei Arten bekannt. Einige Arten leben im Verdauungssystem von Stachelhäutern (Echinodermata), ob es sich bei ihnen möglicherweise um Parasiten handelt, ist unbekannt. Acoela ernähren sich von kleinen Organismen, je nach Art von Bakterien und einzelligen Algen bis hin zu kleinen Krebstieren, Muscheln und Würmern. Von einigen Arten ist Kannibalismus bekannt. Einige Arten (beispielsweise aus der Familie Convolutidae) sind in ihrer Ernährung abhängig von endosymbiontischen, Photosynthese durchführenden Organismen, Zoochlorellen (Grünalgen wie Tetraselmis spp.) und/oder Zooxanthellen (Dinoflagellaten z. B. der Symbiodiniaceae). Für Amphiscolops carvalhoi und Waminoa brickneri ist sogar vertikale Übertragung belegt, bei der die Symbionten im Ei an die nächste Generation weitergegeben werden.

## Systematik
Die Gruppe umfasst nach kombinierten morphologischen und genetischen Daten fünf Familien der sogenannten „niederen“ Acoela und sechs Familien mit stärker abgewandeltem Körperbau, die zusammen die Crucimusculata (benannt nach quer angeordneten Muskeln auf der Ventralseite) bilden.
- Diopisthoporidae Westblad, 1940
- Paratomellidae Dörjes, 1966
- Unterordnung Bursalia
  - Teilordnung Prosopharyngida
    - Hallangiidae Westblad, 1949
    - Hofsteniidae Bock, 1923
    - Solenofilomorphidae Dörjes, 1968

  - Teilordnung Crucimusculata
    - Proporidae Sabussow, 1900 (inkl. Haploposthiidae Westblad, 1949)
    - Isodiametridae Hooge & Tyler, 2005
    - Otocelididae Westblad, 1948
    - Dakuidae Hooge, 2003
    - Mecynostomidae Dörjes, 1968 (inkl. Childiidae Dörjes, 1968)
    - Convolutidae Graff, 1904 (inkl. Anaperidae Dörjes, 1968)

Die Position einiger monotypischer, selten gefundener Familien ist unklar
- Antigonariidae Dörjes, 1968
- Antroposthiidae Faubel, 1976
- Nadinidae Dörjes, 1968

## Phylogenie und Verwandtschaft
Traditionell wurden die Acoela zunächst als ungewöhnliche, einfach gebaute Angehörige des Tierstamms der Plattwürmer (Plathelminthes) betrachtet. Einige der früheren Bearbeiter verglichen ihren Bau mit einer Planula, der charakteristischen Larvenform der Nesseltiere. Demnach wären alle höheren Tiere, die Bilateria, aus der direkten Entwicklung (einer Neotenie) einer Planulalarve, die das dazugehörende Adultstadium aufgegeben hätte, entstanden. Die Acoela wären dieser Hypothese nach die direkten Nachfahren eines solchen Organismus sowie die einfachsten Bilateria und Schwestergruppe aller übrigen Bilateria. Diese Position schien zunächst durch genetische Untersuchungen und den Besitz von nur drei Hox-Genen, die für den grundlegenden Körperbauplan wesentlich sind, gestützt zu werden.
Da die Acoela nur wenige, zwischen den Arten hoch variable und nicht durch Hartteile verstärkte Strukturen besitzen, war ihre Einordnung nach morphologischen Kriterien aber immer schwierig. Erst durch elektronenmikroskopische Untersuchungen, vor allem auch des Feinbaus der Spermien, wurden begründete Hypothesen ermöglicht. Die heutige Auffassung über die Verwandtschaftsverhältnisse beruht aber vor allem auf dem Vergleich homologer Genabschnitte.
Diesen neueren Erkenntnissen zufolge sind die Acoela nicht die Schwestergruppe der (anderen) Bilateria. Wie schon vorher anhand morphologischer Merkmale vermutet worden war, bilden die Nemertodermatida, neun Arten kleiner wurmförmiger Organismen, die im Lückensystem (Interstitial) zwischen den Sandkörnern an Küsten und auf dem Meeresgrund leben, ihre Schwestergruppe, die gemeinsame Klade wird Acoelomorpha genannt. Diese gehören unerwarteterweise mit den rätselhaften Xenoturbellida (den Arten der Gattung Xenoturbella) in einen eigenen Tierstamm, der (mit dem Kofferwort) Xenacoelomorpha benannt worden ist. Die Xenacoelomorpha galten zunächst wahrscheinlich als Neumünder (Deuterostomia), gehörten demnach also in die Großgruppe, der auch die Chordatiere (und damit auch der Mensch) angehört. Inzwischen erscheint es wahrscheinlicher, dass sie die Schwestergruppe der anderen Bilateria sind. Ob der Körperbau der Acoela, und der Xenacoelomorpha insgesamt, einen basalen (primären) Zustand innerhalb der Bilateria darstellt oder eher auf eine sekundäre Vereinfachung zurückgeht, ist also bis heute eine offene Frage.